# François
François je priimek več oseb:
- Henri-Nicholas François, francoski general
- Marcel-Georges François, francoski general
- Marie-Jules-Victor-Léon François, francoski general